# Touboř
Touboř je malá vesnice, část města Kunštát v okrese Blansko. Nachází se asi 2 km na jihozápad od Kunštátu. Je zde evidováno 46 adres. Trvale zde žije 31 obyvatel.
Touboř je také název katastrálního území o rozloze 2,55 km2.

## Název
Původní podoba jména vesnice byla Toběboř (v mužském rodě) a byla odvozena od osobního jména Toběbor. Význam místního jména tak byl "Toběborův majetek". Původní tvar Toběboř byl později hláskově (asimilací samohlásek) upraven na Toboboř a následně zkrácen na Toboř (což je v nejstarším písemném dokladu z 1374). Jméno bylo následně rozšířeno na srozumitelnější Tohoboř (poprvé doloženo 1517, užíváno do 18. století), které se následně zjednodušením výslovnosti zkrátilo na Tóboř. V 18. století bylo ó v první slabice považováno za nářeční obdobu novočeského spisovného ou a tak byla vytvořena domněle spisovná varianta Touboř.

## Přírodní poměry
Ves se nachází uvnitř přírodního parku Halasovo Kunštátsko. Jižní hranici katastrálního území tvoří říčka Úmoří.

## Fotogalerie

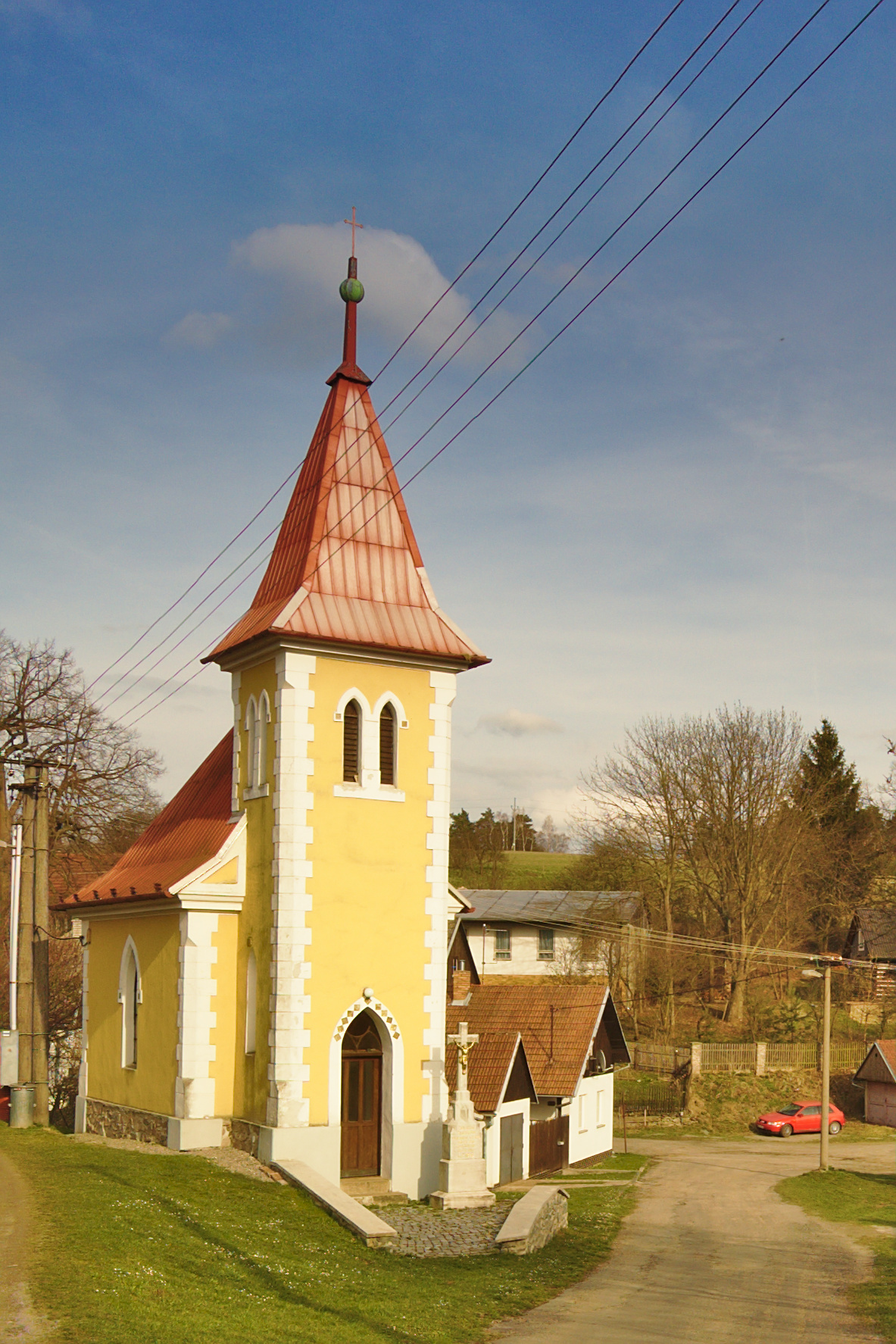
Kaple
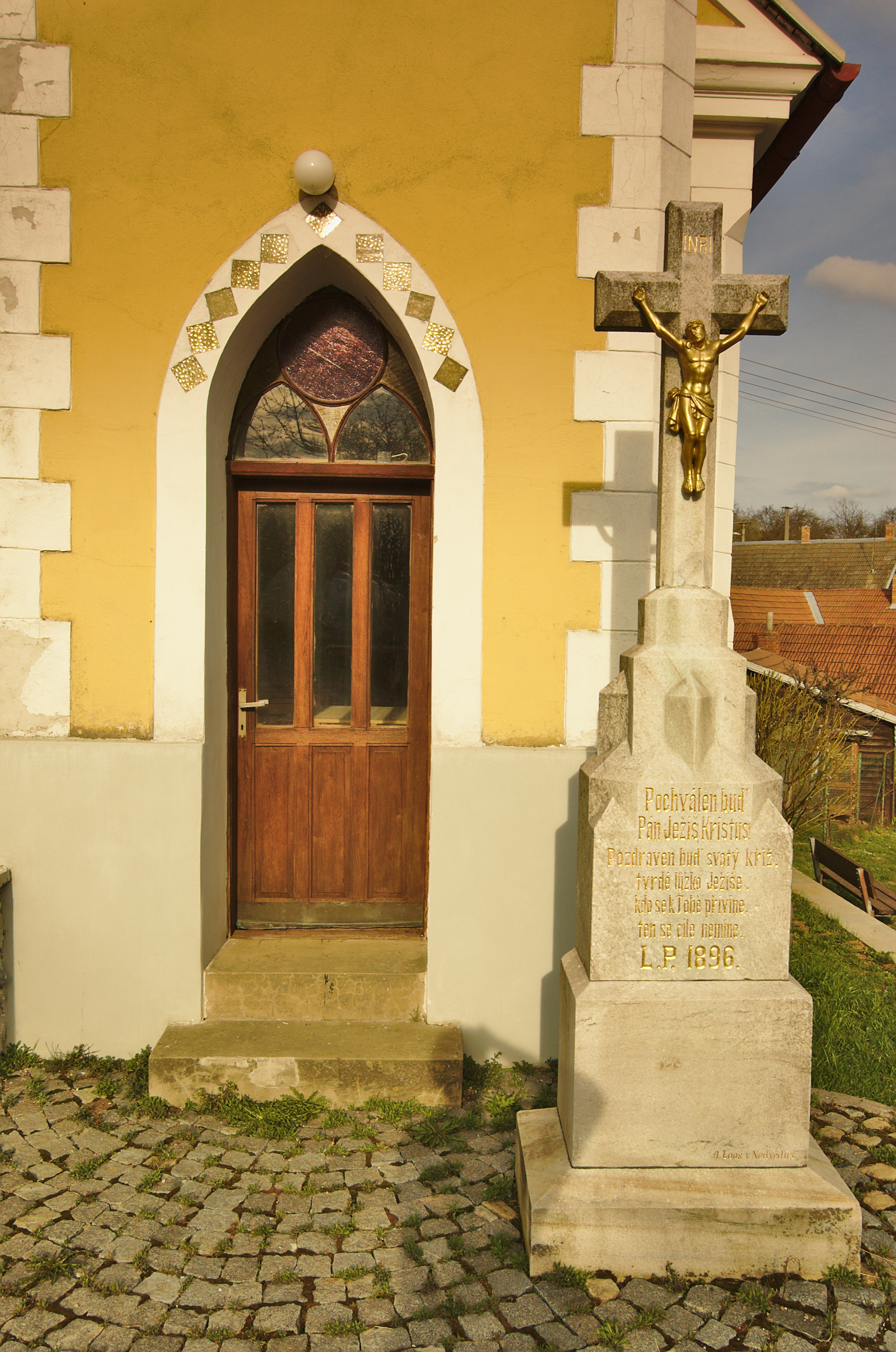
Kříž před kaplí
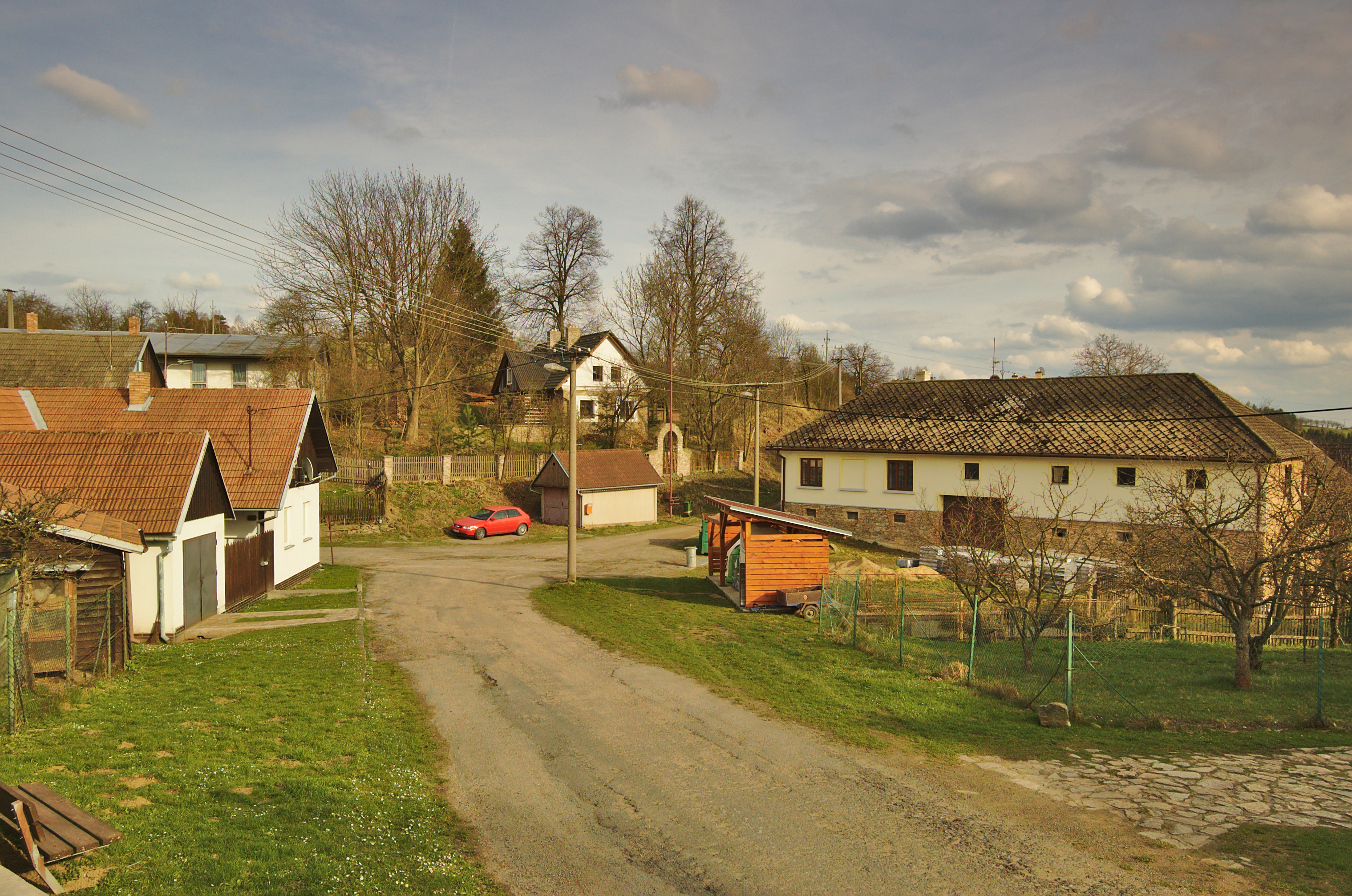
Náves
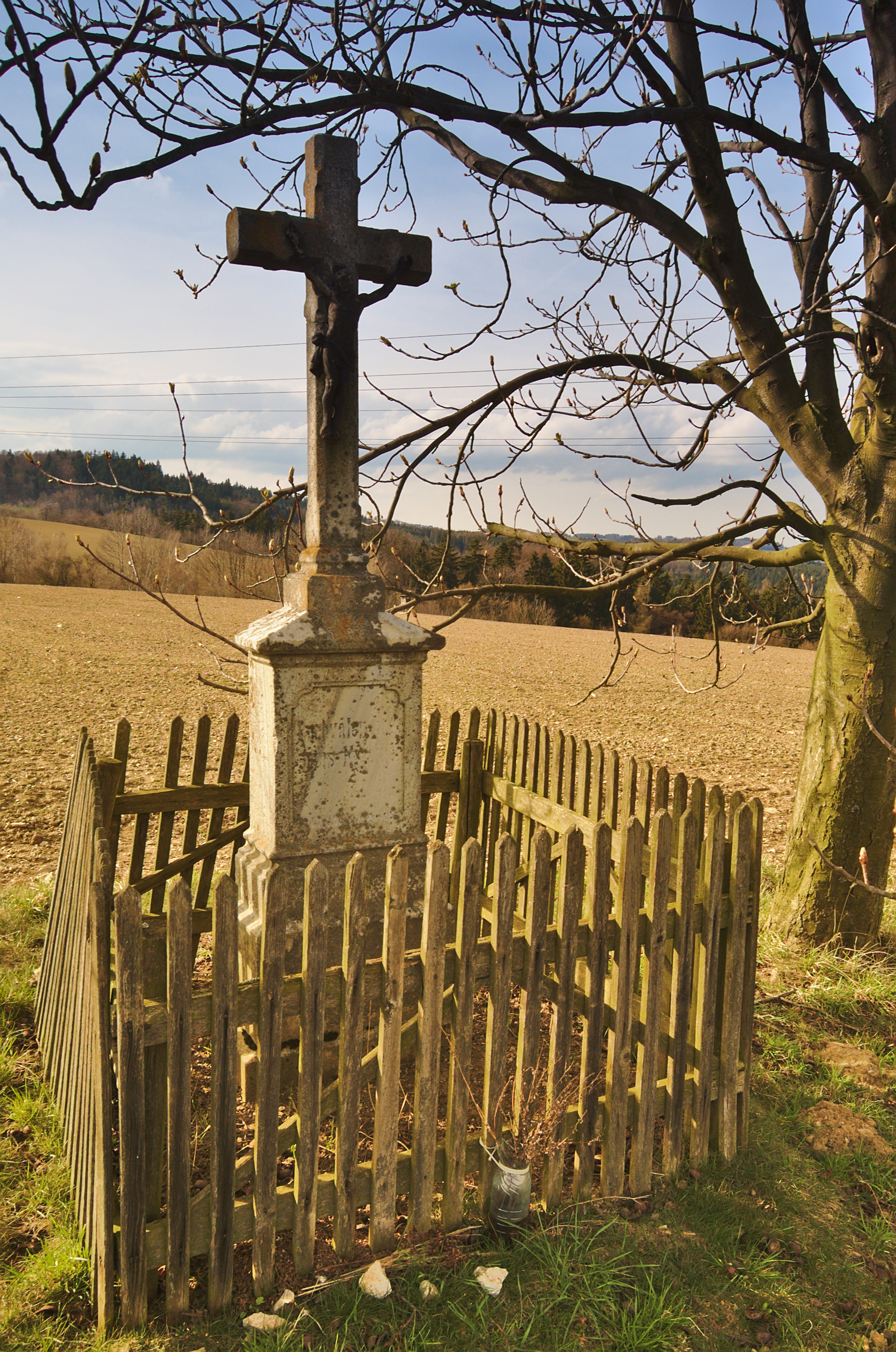
Kříž u modré turistické značky ze Sychotína do Touboře
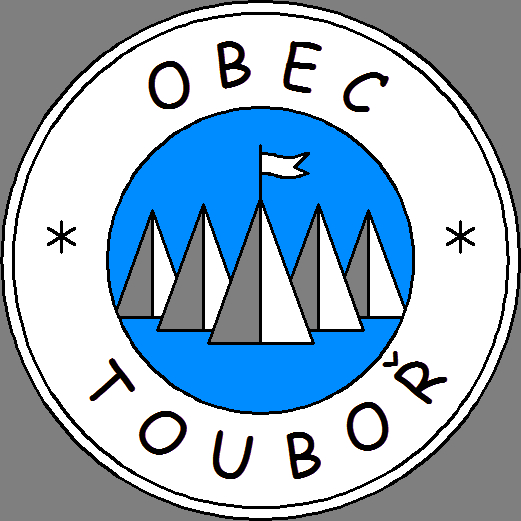
Znak vsi